# U-546
U-546 je bila nemška vojaška podmornica Kriegsmarine, ki je bila dejavna med drugo svetovno vojno.

## Zgodovina
Podmornica je bila potopljena 24. aprila 1945 v spopadu z ameriškimi eskortnimi rušilci USS Pope (DE 134), USS Neunzer (DE 150), USS Chatelain (DE 149), USS Varian (DE 798), USS Hubbard (DE 211), USS Janssen (DE 396), USS Pillsbury (DE 133) in USS Keith (DE 241); umrlo je 26 članov posadke in 33 podmorničarjev je preživelo.

## Poveljniki
| Poveljniki |                                   |           |                                |
| Št.        | Čin                               | Ime       | Poveljstvo                     |
| 1.         | Kapitanporočnik (Kapitänleutnant) | Paul Just | 2. junij 1943 - 24. april 1945 |

## Tehnični podatki
| border="1" cellpadding="5" cellspacing="0" align="center"
|+Pregled karakteristik
|-
! style="background:#ffdead;" | Kategorije
! style="background:#ffdead;" | Podatki
|-
| Teža (t):
na površju
pod površjem
polna Teža
| 
1.120
1.232
1.545

|-
| Dolžina (m) - tlačni trup (m)
| 76,76 - 58,75
|-
| Širina (m) - tlačni trup (m)
| 6,86 - 4,44
|-
| Izpodriv (m)
| 4,67
|-
| Višina (m)
| 9,6
|-
| Moč (hp):
na površju
pod podvršjem
| 
4.400
1.000

|-
| Hitrost (vozlov):
na površju
pod podvršjem
| 
19
7,3

|-
| Doseg (milja/vozel):
na površju
pod podvršjem
| 
13.850/10
63/4

|-
| Torpeda/Torpedne cevi
| 22/6 (4 na premcu, 2 na krmi)
|-
| Krovni top (mm)
| 105 (110 granat)
|-
| Mine
| 44 TMA
|-
| Posadka
| 48-56
|-
| Maksimalni potop (m)
| 230
|-
|}